# Piero Magni
Piero Magni (Genova, 22 dicembre 1898 – 17 aprile 1988) è stato un ingegnere aeronautico italiano.

## Biografia
Grazie ad alcune sue intuizioni è stato precursore di alcuni accorgimenti ancor oggi di estrema attualità, quali le alette ad incidenza variabile, sviluppo delle alette canard o dell'altrettanto innovativo progetto di velivolo monoplano la cui ala era sostenuta da un unico puntone.
La sua attività non si limitò alla progettazione. Magni fu infatti anche imprenditore e fondò a Milano la Piero Magni aviazione, un'azienda che, dopo essersi inizialmente occupata della realizzazione di alianti su licenza, assunse successivamente il compito di revisionare velivoli per conto della Regia Aeronautica.
Magni riuscì anche a produrre alcuni velivoli di propria progettazione, su cui introdusse le innovative peculiarità che aveva precedentemente progettato; nel 1919 un "monoplano a triangolo con alette montanti ad incidenza variabile" seguito nel 1924 da un velivolo con una simile soluzione, sviluppo della precedente.
In quell'ambito nel 1922 progettò un'ala a profilo variabile e sperimentò quella che resta la più importante, ovvero il brevetto di una particolare cappottatura da applicare ad un motore radiale, la quale consentiva di aumentare notevolmente la penetrazione aerodinamica del velivolo permettendo nel contempo un efficace sistema di regolazione della temperatura dello stesso. Il progetto venne definito dallo stesso Magni "Copertura aerodinamica a circolazione interna dei motori fissi raffreddati ad aria" e applicato ad un velivolo sperimentale, il Magni Vittoria 1924 equipaggiato con un motore Anzani 6-A.20. inserito nella parte anteriore della fusoliera completamente carenato.
Il progetto venne sviluppato fino a produrre un particolare apparato, noto con il nome di anello Magni, e sottoposto alla collaborazione dello statunitense National Advisory Committee for Aeronautics (NACA). Ulteriormente sviluppato dall'ente governativo statunitense divenne poi noto come cappottatura NACA (in lingua inglese NACA cowling).
Da ricordare anche le sue attività in campo editoriale, sia come scrittore di testi di carattere tecnico che come direttore de "L'Aeronautica", supplemento del quindicinale dell'aviazione fascista L'Ala d'Italia.

## Produzione

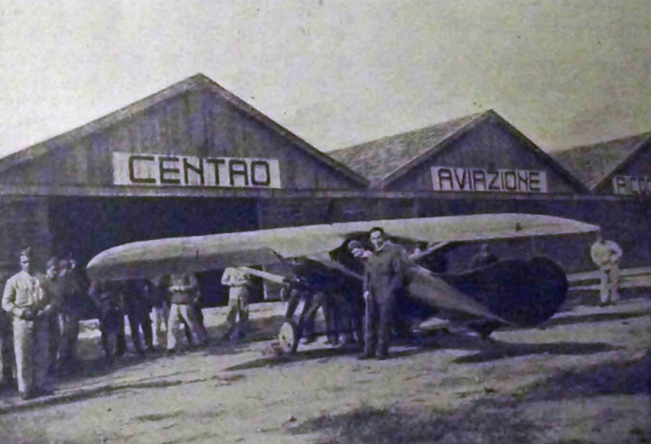
Un Magni Vittoria

| Anno | Modello                | Caratteristiche                                                                |
| ---- | ---------------------- | ------------------------------------------------------------------------------ |
| 1924 | P.M.1 Vittoria, N.C.1  | Primo velivolo con puntoni portanti e freni aerodinamici                       |
| 1925 | P.M.2 Vittoria, N.C.2. |                                                                                |
| 1933 | P.M.3 Vale             | Due esemplari costruiti, con motore Farina T.58 radiale a 5 cilindri da 130 CV |
| 1937 | P.M.3-4 Vale           | Evoluzione del P.M.3 Vale                                                      |
| 1939 | P.M.4 Supervale        | Progetto mai costruito                                                         |